# AKBINGO!
AKBINGO!(에이케이빙고!)는 일본의 닛폰 TV에서 2008년 10월 1일부터 2019년 9월 24일까지 방송했다. 2021년 3월 31일 AKBINGO!NEO (에케이빙고!네오) 프로그램 명을 개정해 부활한 버라이어티 프로그램이다.

## 개요
- AKB48의 지상파 레귤러 방송으로 AKB0시59분!은 2008년 4월 7일부터 9월 29일까지 방송되었으며, 10월 1일부터 본 프로그램 타이틀로 변경되었다.

## 출연자

### 레귤러
방송 종료일(2019년 9월 24일) 시점

## AKB48멤버
- 나카니시 치요리(팀A), 무카이치 미온(팀A캡틴), 마챠링(팀A), 오카다 나나(팀A), 혼다 히토미(팀8), 후쿠오카 세이나(팀A), 이와타테 사호(팀A), 무토 오린(팀A), 코미야마 하루카(팀A), 미치에다 사키(팀A), 오카베 린(팀8), 타카하시 사야카(팀8), 나가노 세리카(팀8), 이치카와 마나미(팀K), 시모구치 히나나(팀K), 무토 토무(팀K졸업예정), 모기 시노부(팀K), 유모토 아미(팀K), 타구치 마나카(팀K캡틴), 야마네 스즈하(팀K), 야마우치 미즈키(팀K), 하마 사유나(팀8), 카시와기 유키(팀B), 시노자키 아야나(팀B), 키타자와 사키(팀B), 아사이 나나미(팀B캡틴), 이나가리 카오리(팀B), 사토 미나미(팀B), 스즈키 쿠루미(팀B), 오구리 유이(팀8), 사카구치 나기사(팀8), 사사키 유카리(팀4), 타니구치 메구(팀4), 오오모리 미유(팀4), 사토 키아라(팀4), 무라야마 유이리(팀4), 쿠로스 하루카(팀4), 나가토모 아야미(팀4), 교텐 유리나(팀8), 시타오 미우(팀8), 쿠라노오 나루미(캡틴/팀8), 다카오카 카오루(팀8), 요시카와 나나세(팀8)

## SKE48멤버
- 아라이 유키(팀KII), 에고 유나(팀KII), 쿠마자키 하루카(팀E), 사이토 마키코(팀E/총캡틴/극장지배인), 타니 마리카(팀E)

## NMB48멤버
- 시부야 나기사(팀N), 이시다 유미(팀N), 카토 유카(팀N)

## HKT48멤버
- 야부키 나코(팀H졸업예정), 타나카 미쿠(팀H), 아키요시 유카(팀H), 시모노 유키(팀KIV), 후치가미 마이(팀KIV), 모토무라 아오이(팀KIV), 이마무라 마리아(팀TII), 쿠리하라 사에(팀TII), 마츠오카 하나(팀TII)

## NGT48정규멤버
- 니시가타 마리나, 혼마 히나타

## STU48멤버
- 타키노 유미코

## CGM48멤버
- 이즈타 리나

## MC
- 우먼 러쉬 아워 (무라모토 다이스케, 나카가와 파라다이스) - 2016년 6월 29일 ~ 2019년 9월 24일

## 주요 코너

### 방송 중인 코너
- AKB 뉴스
- No.1 아이돌은 누구! 더 에케비가스
- 거짓말 탐지기로 본심을 밝혀라! 쇼지키 장기
- 럭키 걸 랭킹
- 프레이즈 뮤지엄
- AKB48 사복 컬렉션
- 범인을 찾아라! 더 AKB 프로파일링
- 무차부리 피구
- 사립 꽃미남 학원 인기남 연구부

## 같이 보기
이전 프로그램
- AKB1시59분!
- AKB0시59분!

BINGO! 시리즈
- NOGIBINGO!
- KEYABINGO!
- STU48의 세토빙고!
- HKTBINGO!
- SKEBINGO!
- HINABINGO!